# Bâtiment résidentiel et commercial de Petar Janković
Le bâtiment résidentiel et commercial de Petar Janković (en serbe cyrillique : Пословно-стамбена зграда Петра Јанковића ; en serbe latin : Poslovno-stambena zgrada Petra Jankovića) est situé à Belgrade, la capitale de la Serbie, dans la partie urbaine de la municipalité de Palilula. Construit entre 1933 et 1936, il est inscrit sur la liste des biens culturels de la Ville de Belgrade.

## Présentation
Le bâtiment résidentiel et commercial de Petar Janković, situé 17 rue Albanske spomenice, a été construit entre 1933 et 1936, selon les plans de l'architecte tchèque Jan Dubovi, l'un des fondateurs du Groupe d'architectes de tendance moderniste de Belgrade (en serbe : Grupa arhitekata modernog pravca u Beogradu),.
Il représente un témoignage important de l'architecture des années 1930 à Belgrade et des réalisations de Jan Dubovi dans la capitale serbe.